# Sawtry All Saints
Sawtry All Saints var en civil parish fram till 1886 när den uppgick i Sawtry All Saints and St Andrew i grevskapet Huntingdonshire i England. Civil parish var belägen 14 km från Huntingdon och hade 679 invånare år 1881.